# Typhon Nabi
Le typhon Nabi (Nabi «papillon» en coréen), connu aux Philippines sous le nom de typhon Jolina, est un cyclone tropical de la saison cyclonique 2005 dans l'océan Pacifique nord-ouest. C'est la 14e tempête nommée qui a débuté comme dépression tropicale le 29 août à l'est des îles Mariannes du Nord. Elle s'est déplacé vers l'ouest et est passé à environ 55 km au nord de Saipan le 31 août après être devenu un typhon. Le lendemain, le Joint Typhoon Warning Center a fait passer la tempête au statut de super typhon, avec des vents équivalents à ceux d'un ouragan de catégorie 5 sur l'échelle de Saffir-Simpson. L'Agence météorologique du Japon a estimé les vents de pointe sur dix minutes à 175 km/h le 2 septembre. Nabi s'est affaibli ensuite en courbant vers le nord, frappant l'île japonaise de Kyūshū le 6 septembre. Après avoir frôlé la Corée du Sud, lae système s'est a pris une direction nord-est, passant par Hokkaido avant de devenir extratropical le 8 septembre et se dissiper le 12 septembre.

## Impact
Aux îles Mariannes du Nord, Nabi a causé pour 2,5 millions $US en dommages, dont des dégâts à 114 maisons, suffisant pour justifier une déclaration de catastrophe par le gouvernement des États-Unis. En passant près d'Okinawa, le typhon a causé des dommages mineurs par le vent. La frange ouest de la tempête a causé plusieurs accidents de la circulation à Pusan, en Corée du Sud, et dans tout le pays a tué six personnes et causé pour 115,4 millions $US de dégâts.
Au Japon, Nabi a fait 29 victimes et causé pour 854 millions $US de dégâts. Environ 250 000 personnes ont été évacuées le long de l'île japonaise de Kyūshū avant la tempête, alors que les trains, les traversiers et les services aériens ont été perturbés durant le passage de Nabi. À Kyūshū, la tempête a fait pour 36,9 millions $US de dégâts aux cultures par la chute de 1 322 mm de pluie en trois jours. Soixante-et-un (61) records de précipitations quotidiens ont ainsi été battus. Les pluies ont provoqué des inondations et des glissements de terrain, obligeant les gens à évacuer leurs maisons et à fermer des entreprises. 
Après avoir touché le Japon, le typhon a touché les îles Kouriles de Russie, où il a fait chuter l'équivalent du total mensuel de précipitations et causé des dégâts aux routes côtières par l'onde de tempête.
Au total, Nabi a tué 35 personnes.